# Diamant (stație de premetrou din Antwerpen)
Diamant (în neerlandeză Premetrostation Diamant) este o stație a premetroului din Antwerpen, care face parte din rețeaua de tramvai din Antwerpen. Stația este situată sub strada Pelikanstraat și este conectată cu Gara Centrală.

## Caracteristici

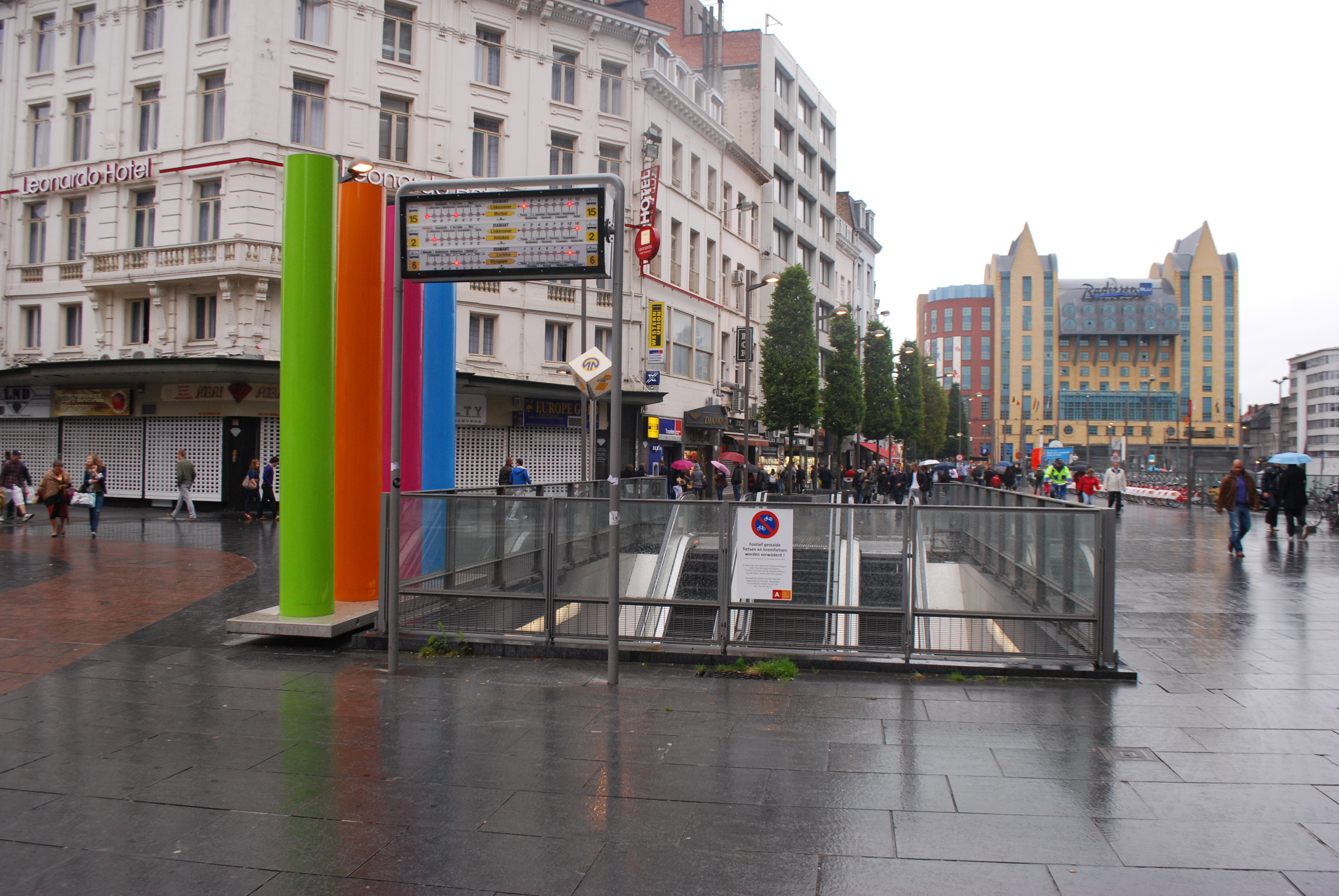
Gura de metrou din Keyserlei

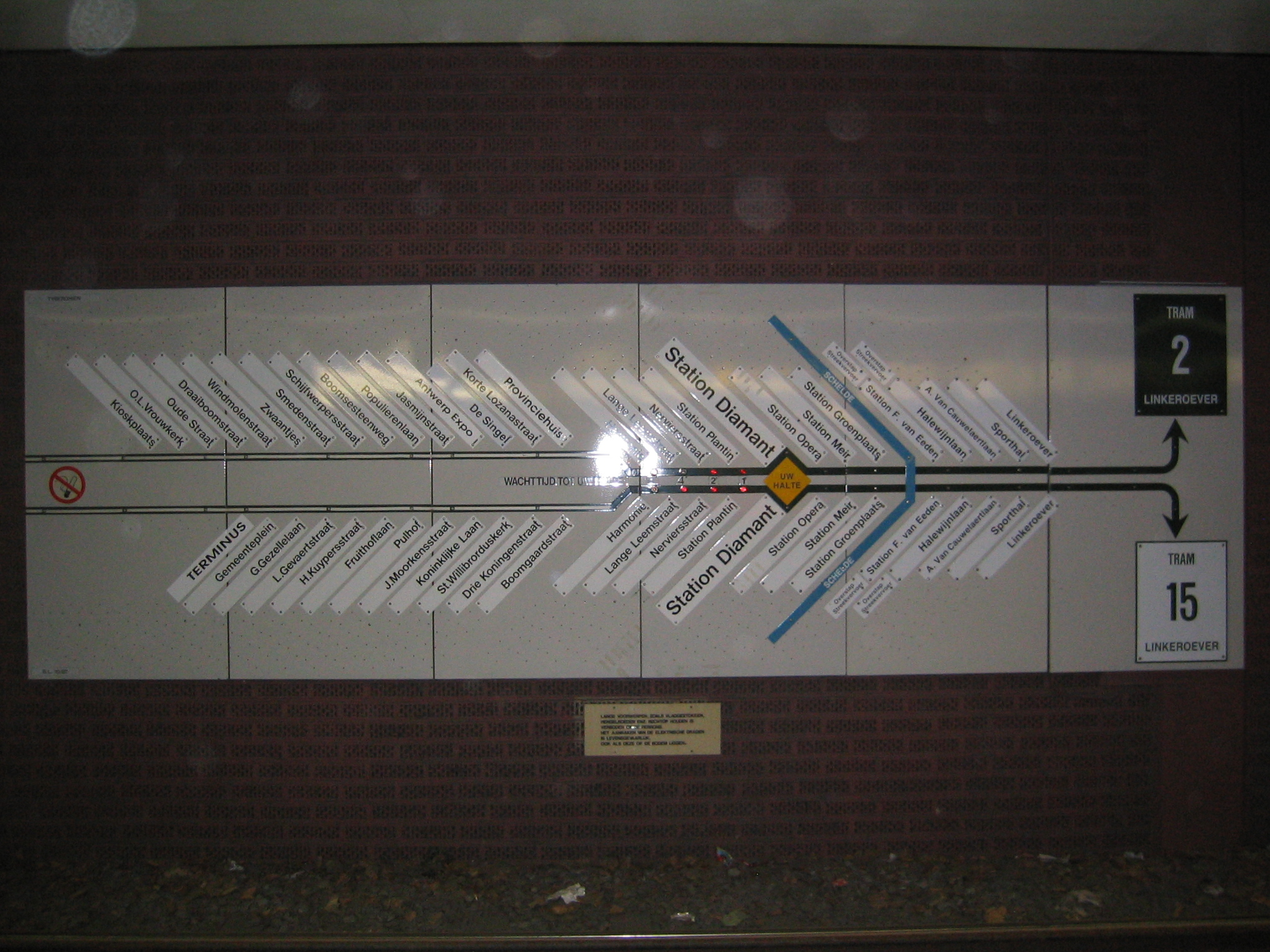
Tablou de afișaj în stație

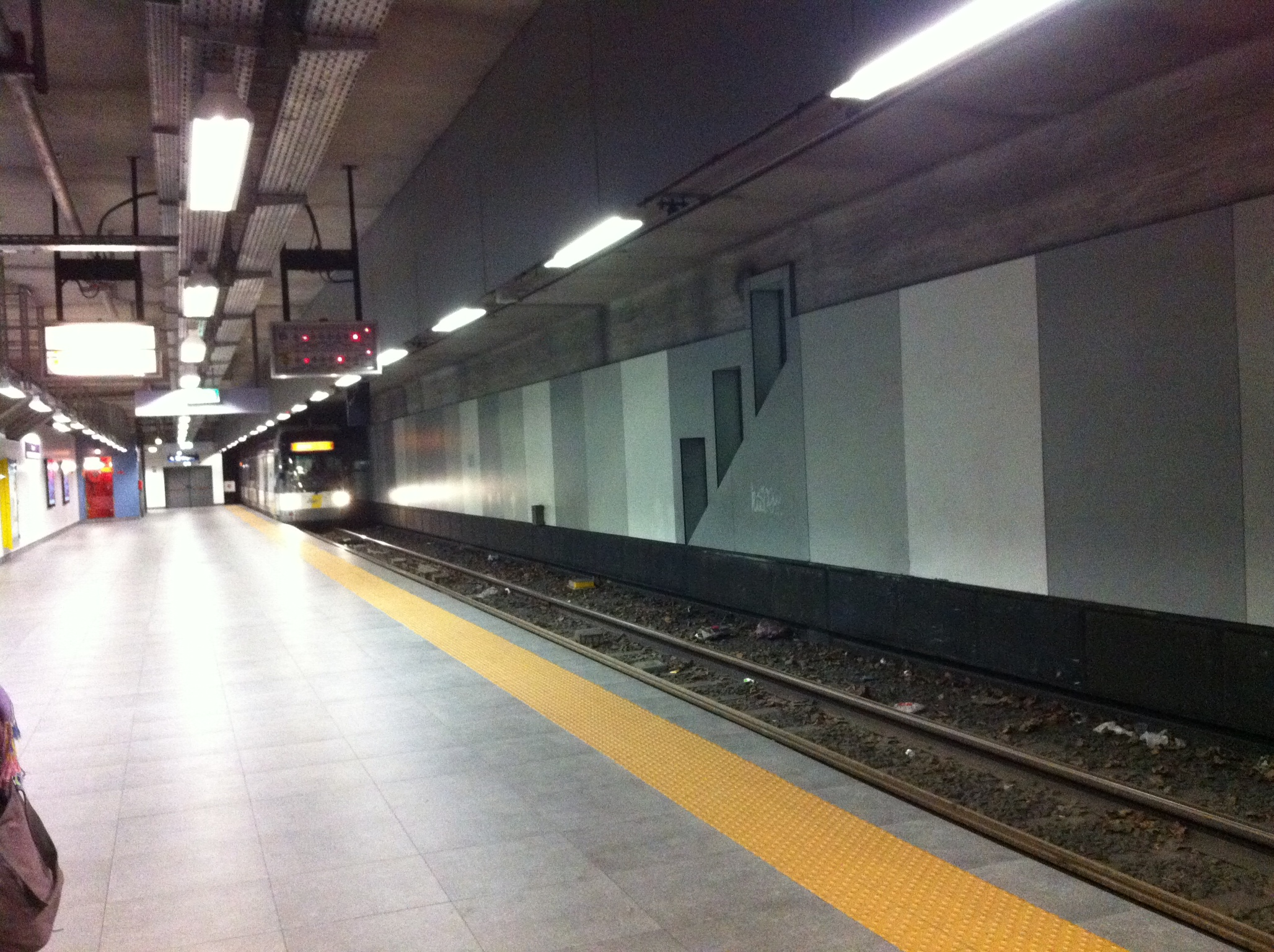
Tramvai la peronul spre Opera

Stația a fost realizată în a doua fază a construcției premetroului și a fost inaugurată pe 10 martie 1980, împreună cu stația vecină Astrid și un tronson de tunel de 1,2 km, permițând astfel corespondența cu Gara Centrală. Ea este cea mai adâncă dintre stațiile rețelei de premetrou. Din cauza îngustimii străzii, stația Diamant a fost construită ca un culoar lung de aproximativ 200 de metri, pe 4 niveluri.
La nivelul -1 se află un hol pentru automatele de bilete, cu ieșiri către străzile Vestingstraat și De Keyserlei, precum și către Gara Centrală. Ieșirea spre strada Pelikaanstraat nu mai este în exploatare. Holul are spații dedicate pentru magazine, dar multă vreme singura prezență a fost un chioșc cu suveniruri despre tramvaiele orașului. Nivelul -2 este constituit dintr-un culoar gol, cu acces către două peroane de 90 de metri lungime. La nivelul -3 se află peronul spre stațiile Opera și Astrid, în timp ce la nivelul -4 se găsește peronul în direcția Plantin.
Din 27 octombrie 2007, stația Diamant este deservită de tramvaiele liniilor 2 și 15, iar din 1 septembrie 2012, de tramvaiele liniei 9.

## Casele de bilete
Casele de bilete sunt situate în Gara Antwerpen Centraal, în apropierea stației Diamant, și sunt deschise în toate zilele lucrătoare, între orele 07:00 și 19:00, precum și sâmbăta, între orele 08:00 și 16:00, dar sunt închise duminica și în zilele de sărbătoare. În holul de la nivelul -1 există însă și automate de bilete care pot fi folosite de călători în orice zi a săptămânii, la orice oră.
Abonamentele pe mijloacele de transport în comun emise de De Lijn pentru tot teritoriul Flandrei sunt valabile și în premetroul din Antwerpen.

## Renovare
Stația a fost neglijată multă vreme, dar a fost renovată între mai 2009 și februarie 2011. Renovarea a avut loc în patru faze, pentru a reduce disconfortul călătorilor, iar stația a fost complet redeschisă publicului pe 4 februarie 2011, în prezența Ministrului Mobilității și Lucrărilor Publice din Flandra, Hilde Crevits. Pe lângă aspectul modern pe care l-a căpătat, stația a fost făcută accesibilă pentru persoanele cu mobilitate redusă și nevăzători. Au fost adăugate două lifturi de acces, uși glisante, un sistem mai bun de indicatoare în interior, sisteme de ghidare pentru nevăzători și coloane de informare în Braille care sugerează direcția peroanelor și a liniilor de tramvai. În domeniul tehnic au fost refăcute sistemele de alimentare cu energie, iluminat, ventilație, acustic, supraveghere video, anti-incendiu și au fost eliminate, acolo unde a fost posibil, zidurile și elementele care obstrucționau vederea.
În plus, stația dispune de o ieșire nouă care permite accesul spre Piața Regina Astrid, spre o parcare subterană auto și a uneia pentru biciclete situate sub piață, precum și către stația Astrid.